# Bennelong
Bennelong ou Baneelon (né vers 1764 et mort le 3 janvier 1813) était un Aborigène d'Australie, Eora de la région du Port Jackson, qui servit d'intermédiaire entre colons britanniques et Aborigènes lors de l'arrivée des Européens en Australie. Il fut le premier Aborigène à écrire en anglais.